# ینگی یولتوز
ینگی یولتوز یک شهر در چین است که در سین‌کیانگ واقع شده‌است.